# Lillsjön (Skedevi socken, Östergötland, 652340-150756)
Lillsjön är en sjö i Finspångs kommun i Östergötland och ingår i Nyköpingsåns huvudavrinningsområde.